# 學閥
學閥（日语：がくばつ）即學術門閥，指的是在特定的職業或組織中，由同一院校畢業的校友或隸屬於相近學術圈的同僚所形成的排他勢力，是朋黨的一種。

## 各地例子

### 日本
- 國立大學

- 赤門閥 - 東京大學畢業者之學閥。高級官僚・學術界・政治界・財政界。
- 鉄門閥 - 东京大学医学院畢業者之學閥。醫療界。
- 如水閥 - 一橋大學大學畢業者之學閥。主要為金融界與財政界。

- 私立大學

- 三田閥 - 慶應義塾大學畢業者之學閥。主要為金融界與財政界（大企業經營者）。監察法人與註冊會計師。
- 三四閥 - 慶大醫學院畢業者之學閥。醫療界。
- 稻門閥 - 早稻田大學畢業者之學閥。出版業界與媒體業界・政界（雄辯會）、法律界等。
- 白門閥 - 中央大學畢業者之學閥。地方公務員・法律界。

### 台灣
- 西醫界：國立臺灣大學、國立陽明交通大學
- 中醫界：中國醫藥大學、長庚大學
- 法律界：國立臺灣大學、國立政治大學、國立臺北大學、東吳大學
- 商學界：國立臺灣大學、國立政治大學、國立臺北大學、東吳大學
- 金融界：國立臺灣大學、國立政治大學
- 財政界：國立政治大學、國立臺北大學
- 科技界：國立臺灣大學、國立清華大學、國立陽明交通大學
- 工程界：國立成功大學、國立臺北科技大學
- 交通界：國立臺灣大學、國立成功大學、國立陽明交通大學、逢甲大學
- 海事航運界：國立臺灣海洋大學
- 農學界：國立臺灣大學、國立中興大學、國立嘉義大學、國立屏東科技大學
- 漁業水產界：國立臺灣海洋大學
- 食品界：國立臺灣海洋大學、國立中興大學、國立嘉義大學
- 教育界：國立臺灣師範大學、國立高雄師範大學、國立政治大學
- 日語教育界：輔仁大學、東吳大學、淡江大學
- 新聞界：國立政治大學、輔仁大學、世新大學
- 音樂美術界：國立臺灣師範大學、國立臺北藝術大學、國立臺灣藝術大學
- 體育界：國立體育大學、國立臺灣體育大學、國立臺灣師範大學、臺北市立大學天母校區
- 設計界：實踐大學